# Cordyline cannifolia
Cordyline cannifolia es una especie de arbusto perteneciente a la familia de las asparagáceas. Es originaria de Australia.

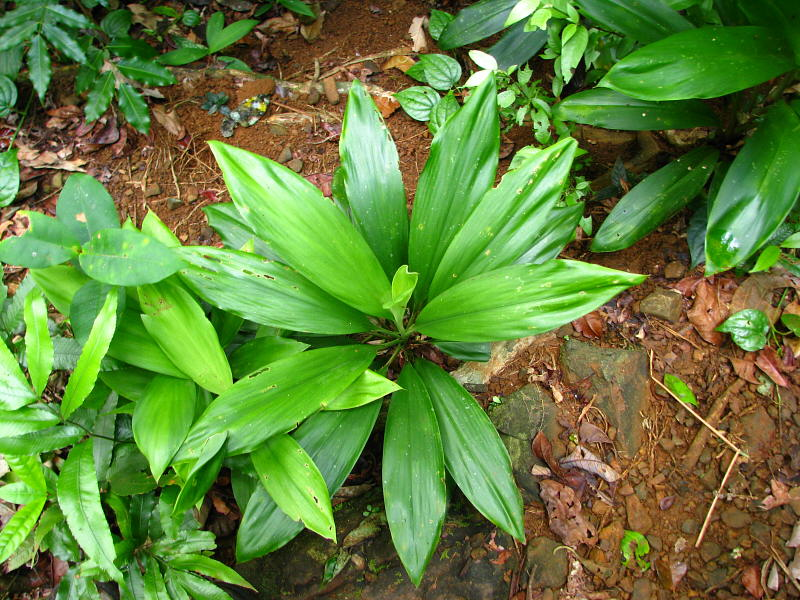
Planta joven

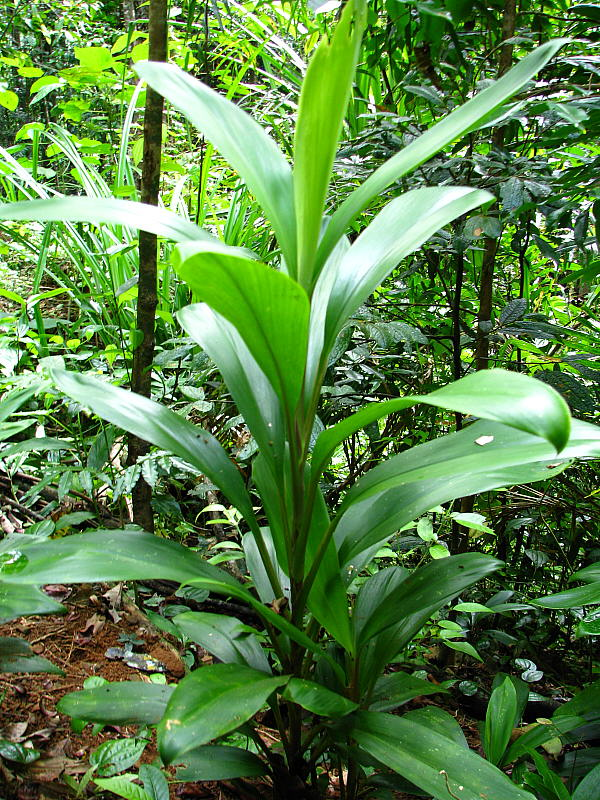
Vista de la planta

## Descripción
Las hojas son variables, desde los 20 hasta 50 cm de largo, y de 5 a 12 cm. Una buena característica de identificación es el color glauco debajo de hojas. Al igual que muchas de las plantas Cordyline australianas, las bayas son de color rojo oscuro y  son otro elemento ornamental atractivo. Miden alrededor de un centímetro de diámetro. Para el jardín, es el más adecuado para una situación cálida y húmeda. Al ser una planta tropical, no se adapta a las heladas y los vientos fríos.

## Distribución y hábitat
Es un arbusto o árbol de hoja perenne que alcanza un tamaño de cinco metros de altura, aunque en otras situaciones puede estar completamente desarrollado con tan solo 60 cm de altura. Se encuentra solo en Queensland y el Territorio del Norte en las selvas tropicales húmedas y bosques de eucaliptos.

## Taxonomía
Cordyline cannifolia fue descrita por  Robert Brown y publicado en Prodromus Florae Novae Hollandiae 280. 1810.
Etimología
Cordyline: nombre genérico que deriva de la palabra griega kordyle que significa "club", en referencia a los tallos subterráneos o agrandamiento de los rizomas.
cannifolia: epíteto latino
Sinonimia
- Cordyline terminalis var. cannifolia (R.Br.) Benth.
- Sansevieria cannifolia (R.Br.) Spreng.[4]